# 漩口镇
漩口镇是中国四川省阿坝藏族羌族自治州汶川县东南角的一个镇。漩口镇东界为都江堰市麻溪乡，东邻汶川县水磨镇，西接白花乡，北面与映秀镇相连。
漩口镇共有11个行政村，有耕地8825.35亩，农业人口6175人，非农业人口5955人。 

## 行政区划
漩口镇下辖以下地区：
漩口一社区、漩口二社区、水田坪村、核桃坪村、群益村、安子坪村、红福山村、集中村、赵家坪村、古溪沟村、油碾村、小麻溪村、瓦窑村、宇宫庙村、八角庙村、响黄沟村、蔡家杠村和圣音寺村。

## 地理
漩口镇海拔为844~2113米，总面积为39.64平方公里。漩口镇属山地亚热带季风带，年平均温度14.4℃,平均降雨量1300mm。

## 旅游
- 迥澜塔 - 位于汶川县漩口镇镇政府后岷江与寿溪河交汇处的岸边台地上，为漩口镇八景之一。州级文物保护单位。